# Вільгельм I (герцог Гелдерна і Юліха)
Вільгельм I (5 березня 1364 — 16 лютого 1402, Арнем) — герцог Гелдерна з 1377 року та герцог Юліха (як Вільгельм III) з 1393 року. Нідерландський князь, полководець, брав участь у п'яти прусських хрестових походах проти балтів та північних слов'ян. Зумів успішно протистояти експансії королів Франції, Бургундії та Брабанта. Під час його правління герцогства Гельдерна та Юліха були тимчасово об'єднані й досягли свого найбільшого розквіту.

## Юність

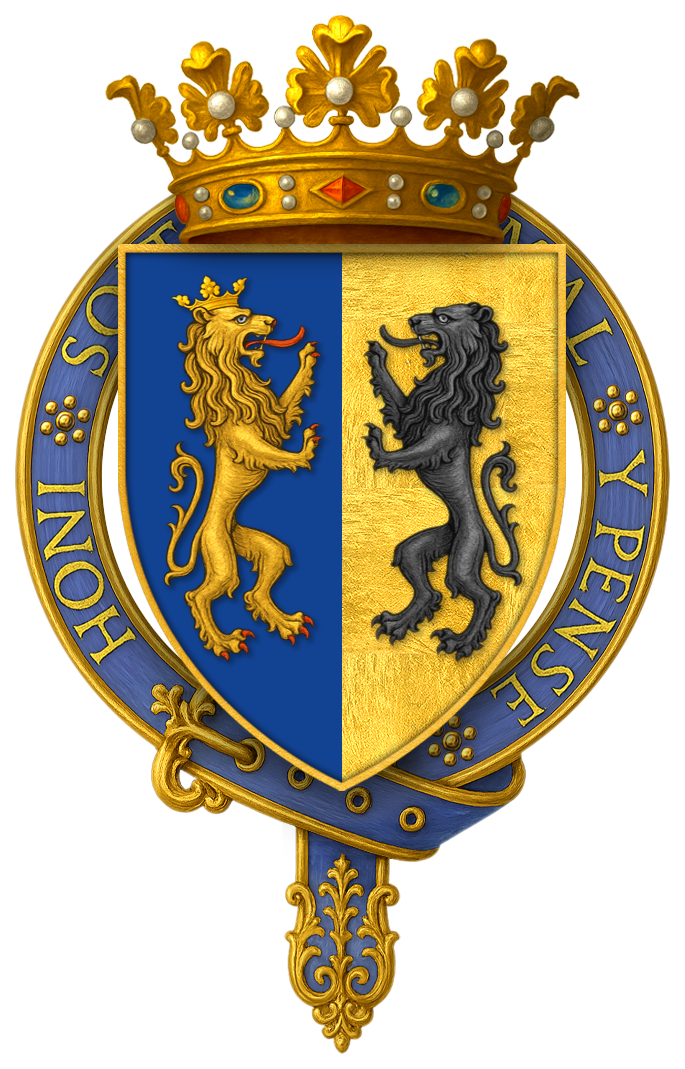
Герб Вільгельма I, герцога Гельдерна і Юліха

Вільгельм був старшим сином Вільгельма II, герцога Юліха та Марії Гельдернської, сестри правителів Гельдерна Рейнольда III та Едуарда. 1371 року, після смерті обох володарів Гельдерна, які не залишили після себе прямих спадкоємців, розпочалась боротьба за владу. На престол претендували дві сестри — Марія та Матильда. Матильда була старшою дочкою в роді, проте Марія мала семирічного сина Вільгельма, що був єдиним чоловіком, представником роду правителів Гельдерна. Матильда одружилась з графом Жаном II де Блуа-Шатільон, який оголосив себе Герцогом Гелдерна. Його підтримали єпископ Утрехта Арнольд Горн та низка знатних аристократичних родів. З 1371 по 1379 рік тривала війна за спадщину Гелдерна, яка закінчилась перемогою герцога Юліха та Марії.
Вільгельм II отримав від імператора Карла IV право керувати герцогством на час малолітства свого сина. Також був укладений шлюб між молодшим Вільгельмом та Катаріною Баварською, донькою Альбрехта I, яка раніше була заручена з його дядьком Едуардом.
Проте, як частина примирення між домами Блуа і Юліха, деяка частина Гельдерна залишалася під контролем Матільди, а верхній район знаходився під контролем Юліха.
1377 року імператор Карл IV надав синові Вільгельма II титул герцога Гельдерна і графа Цютфена, але ще два роки пішло для консолідації його влади над усім герцогством. За допомогою батька Вільгельм I зміг подолати опір міст та великих родів, а також змусив 24 березня 1379 року Матільду і Жана Блуа відмовитись від усіх претензій на владу в Гельдерні. Того року Вільгельм одружився з Катариною.

## Правління
Правління Вільгельма I вважається одним із найкращих прикладів лицарських звитяг у тогочасній Франції та Нідерландах. Він був засновником і учасником багатьох лицарських турнірів, на які з'їжджались лицарі з усієї Європи, в тому числі з Речі Посполитої (та Галичини). У 1383, 1388—89 і 1393 роках брав участь у Прусських хрестових походах проти північних слов'ян та Великого князівства Литовського, Руського та Жемантійського.
Був союзником англійського короля в Столітній війні. У 1386—1388 роках разом з батьком успішно брав участь у війні проти герцогства Брабант, який союзником Франції та Бургундії. Армія Вільгельма тоді зуміла пройти далеко на терени Брабанту, хоча й була зупинена у битві біля Граве у липні 1388 року.
Його союз з Англією викликав невдоволення французького короля Карла VI, який пішов на Гельдерн зі 100-тисячною армією. Вільям зумів тоді врятувати ситуацію та укласти перемир'я, ці дії зробили його відомим у всій Європі.
Вирушивши в Прусський хрестовий похід 1388—89 рр. з великою армією, він провів його дуже успішно, проте на зворотному шляху був узятий в полон Вартиславом VII, князем Померанії. Вільгельма I було ув'язнено на шість місяців у замку Фалькенбург. Звільнений за посередництва Великого магістра Тевтонського ордену Конрада Золнера фон Ротенштейн.
Навесні 1390 року Вільгельм I вирушив до Англії, де король Річард II зробив його Лицарем Ордена Підв'язки — перший континентальним аристократ, якому було надано таку честь. Наступного року здійснив паломництво до Святої Землі, а влітку 1391 року приєднався до французького флоту для боротьби з мавританськими піратами біля узбережжя Барбарії.

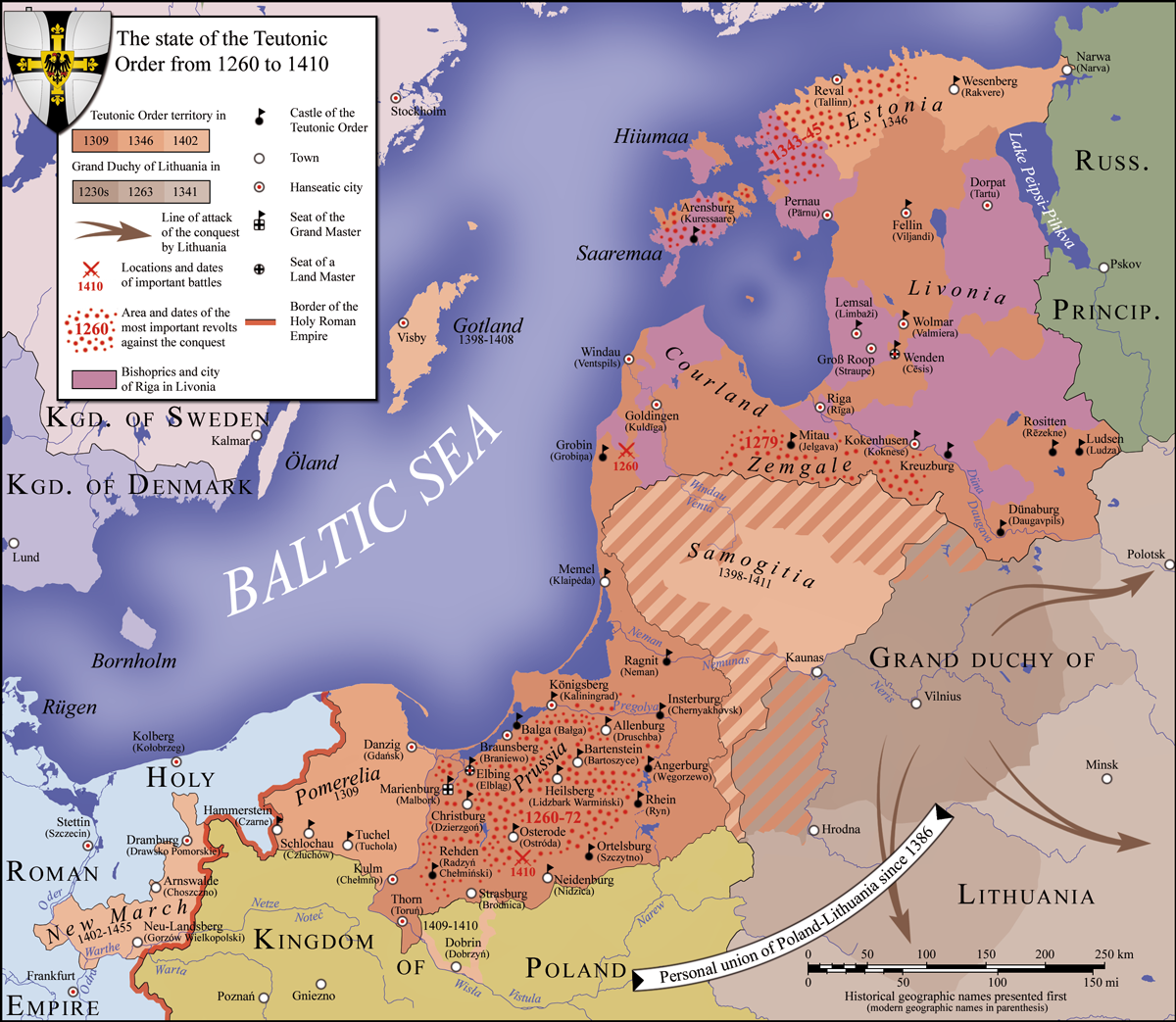
Мапа Прусських хрестових походів

У 1392—1393 роках повернувся на батьківщину та взяв участь у нових Прусських хрестових походах. 1393, після смерті батька, успадкував князівство Юліх та став правити там як Вільгельм III. Це заважало йому в нових труднощів у відносинах з сусідніми німецькими герцогствами.
Брав участь у четвертій 1399 року та п'ятій Прусській хрестовій кампанії.
Оскільки контролював стратегічний шлях між Франкфуртом та Аахеном, який проходив через його територію, зумів завадити 1400 року коронації короля Німеччини Рупрехта як імператора Священної Римської імперії.
Восени 1401 року Вільгельм мав намір приєднатися до брата дружини Яна ван Аркела під час війни проти герцога Альберта Голландського. Однак захворів і помер 16 лютого 1402 року.

## Спадок
Хоча Вільгельм I вів постійні війни, герцогства Гельдера і Юліха та час його правління досягло найбільшого розвитку, а його діяльність дозволила цим територіям об'єднатись перед зовнішнім ворогом та процвітати економічно й культурно.
Він підтримував не лише лицарство, але також науку й мистецтво. Його придворний художник та герольд Клаус Хейненсон створив один з найвідоміших загальноєвропейських гербовників Гербовник Ґелре, в якому представлені герби найбільших європейських держав, в тому числі володаря Україна-Руси, а також є герби угорської, польської, литовської та української шляхти.
Вільгельм помер, не залишивши законних нащадків, тому трон успадкував його брат Рейнальд IV, що продовжив справу свого попередника.

## Дружина та діти
1379 року одружився з Катариною Баварською (1361 — 11 листопада 1400), дочкою Альберта I, герцога Баварського, що була до цього заручена з його дядьком Едуардом, герцогом Гельдерна. У шлюбі дітей не мав. Після смерті 1402 року Вільгельм був похований поруч із дружиною в монастирі Монніхуізен (Monnikhuizen) біля Арнема.
У Вільгельма були незаконнонароджені діти, в тому числі:
- Маргарет, дружина Ельберта ван Ейля;
- Йоханна Гельдерн-Юліх, дружина Йохана VI фон Куйк;
- Йохан Гельдерський, син Мехтільди ван Бракель, одружився з Хадевігою ван Сіндерен;
- Марія Юліх, дружина Йохана ван Бурен.